# بخش هلالی
بخش هلالی  یکی از بخش‌های شهرستان جغتای در استان خراسان رضوی ایران است. مرکز این بخش شهر ریواده است که در ۳۳ کیلومتری شمال شهر جغتای قرار دارد. روستای تاریخی آزادور که زمانی شهر بوده و مرکز ولایت جوین بزرگ (شامل شهرستان های جوین و جغتای کنونی بوده است) در این بخش قرار دارد.

## تقسیمات کشوری
- بخش هلالی شهرستان جغتای
  - دهستان میان جوین
  - دهستان پایین جوین

شهرها: ریواده
برخی از روستاهای بخش هلالی ، عبدل آباد ، گوری ، فشانجرد ، عباس آباد ، خسروشیر ، نوباغ ، سیدآباد  ، سامان و غیره

## جمعیت
بنابر سرشماری مرکز آمار ایران، جمعیت بخش مرکزی شهرستان جغتای در سال ۱۳۸۵ برابر با ۲۴٫۰۹۶ نفر و ۵٫۸۶۳ خانوار بوده است.